# Aaron Swartz
Aaron Hillel Swartz (Chicago, 8 de novembro de 1986 – Nova Iorque, 11 de janeiro de 2013) foi um programador, escritor, ativista político e hackativista estadunidense. Participou na criação do feed RSS, da linguagem de marcação simples Markdown, da organização Creative Commons (CC) e do framework web.py, assim como foi cofundador da rede social e de notícias Reddit. Foi nomeado cofundador por Paul Graham, dono da incubadora Y Combinator e investidor, depois da formação da Not a Bug, Inc. (uma fusão entre o projeto Infogami de Swartz e a empresa Reddit, comandada por Alexis Ohanian e Steve Huffman).
O trabalho de Swartz incidiu igualmente sobre questões de cidadania e ativismo, tornando-se um notório ativista pela democratização da informação na web. Em 2010, foi pesquisador do grupo Safra Research Lab on Institutional Corruption, dirigido por Lawrence Lessig, na Universidade de Harvard. Também fundou o grupo online Demand Progress, conhecido pela campanha contra a proposta de lei antipirataria americana denominada Stop Online Piracy Act (SOPA).
Defensor da cultura livre, Swartz contrapôs-se à prática adotada pelo repositório JSTOR, de remunerar as editoras e não remunerar os autores, cobrando pelo acesso aos artigos e limitando esse acesso à comunidade acadêmica. Em 2011, foi preso pela polícia do Instituto de Tecnologia do Massachusetts (MIT) sob acusações de invasão, depois de conectar seu computador à rede da universidade em um armário aberto e não sinalizado e configurá-lo para baixar sistematicamente artigos acadêmicos do repositório JSTOR, usando uma conta de usuário fornecida pelo próprio MIT para seu uso pessoal. Em seguida, promotores federais o acusaram de transmissão eletrónica para a prática de fraude, além de crime de invasão de computadores, sujeito a uma pena máxima acumulada de até 1 milhão de dólares em multas, 35 anos na prisão e confisco de bens.
Swartz rejeitou um acordo onde ele ficaria preso por seis meses em uma prisão federal. Dois dias depois da promotoria negar uma contraproposta feita por ele, foi encontrado enforcado em seu apartamento no Brooklyn, em um aparente suicídio. Após a sua morte, a promotoria federal de Boston retirou as acusações.
Em 2013, Swartz foi conduzido postumamente ao Hall da Fama da Internet.

## Biografia

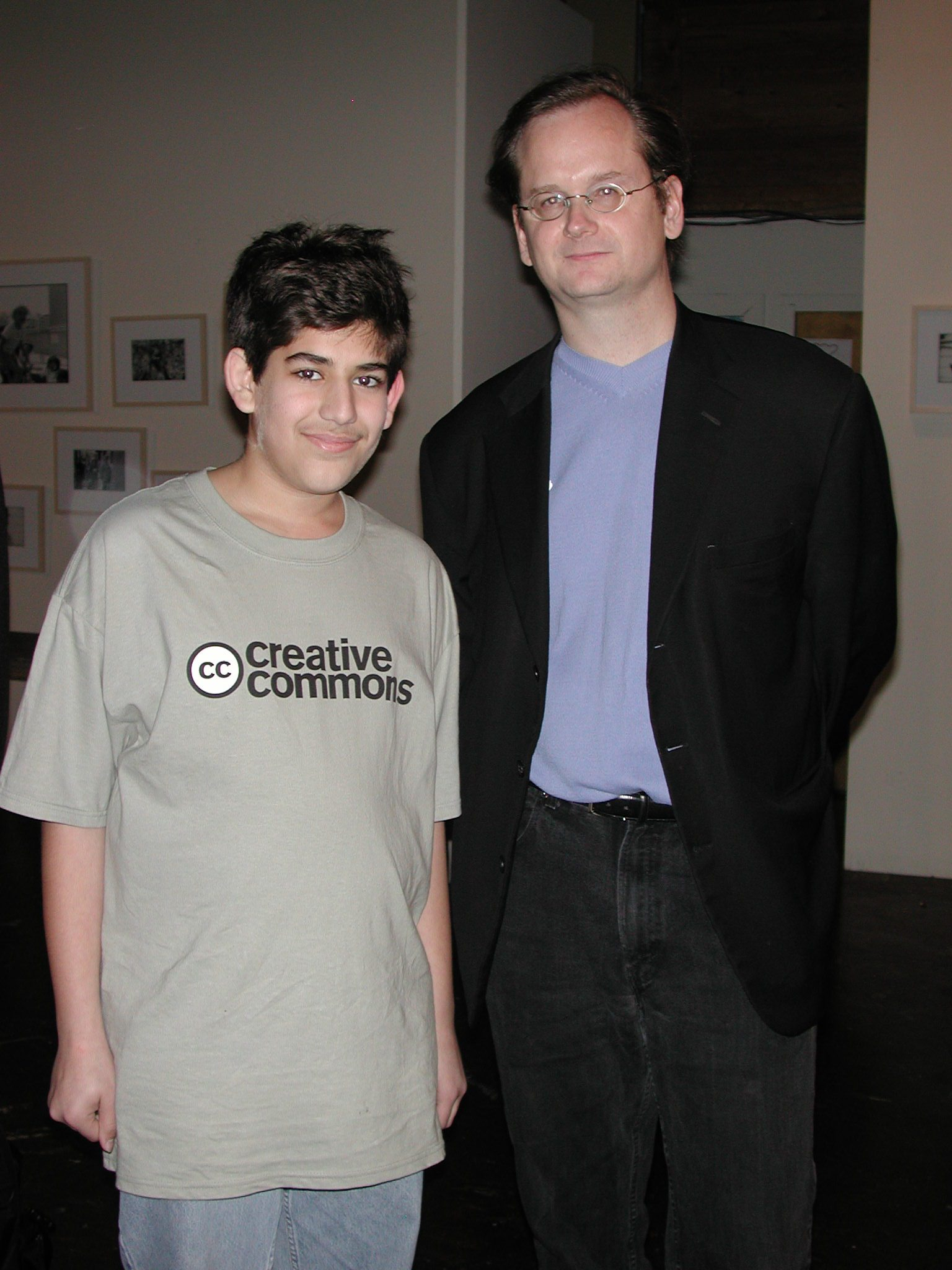
Swartz em 2002 (com quinze anos) e Lawrence Lessig no almoço para o Creative Commons

Swartz nasceu em Chicago, Illinois, em 1986. Era filho de  Susan e Robert Swartz, de origem judaica. Seu pai tinha uma empresa de software, a Mark Williams Company, em homenagem ao avô de Aaron Swartz. A Mark Williams Company foi uma das primeiras empresas a lançar um sistema operacional semelhante ao Unix. Desde pequeno, Swartz interessou-se por computação, estudando com afinco aspectos da Internet e sua cultura.
Aos 13 anos, Swartz ganhou o Prêmio ArsDigita para jovens criadores de "websites não comerciais, úteis, educacionais e colaborativas". O prêmio incluía uma viagem para o Massachusetts Institute of Technology (MIT) e encontros com pessoas experientes com a Internet. Aos 14 anos, Swartz colaborou com especialistas em padrões de rede, como membro do grupo de trabalho que inventou a Especificação 1.0 do RSS. Sobre Swartz, a jornalista Virginia Heffernan  escreveu no Yahoo! News: "Swartz agitou sem parar - e sem receber nada por isso - o movimento em defesa da cultura livre."

### W3C (World Wide Web Consortium)
Em 2001 Swartz juntou-se ao grupo de trabalho do RDF na World Wide Web Consortium (W3C), onde foi o autor do RFC 3870, Application/RDF+XML Media Type Registration. O documento descreve um novo tipo de mídia para a web, “RDF/XML”, criado para suporte a Web semântica.

### Markdown
Swartz foi também co-autor do Markdown, um padrão de marcação simplificada derivado do HTML  e do seu tradutor html2text.

### Infogami, Reddit, Jottit
Swartz frequentou a Stanford University. Depois de seu primeiro ano acadêmico, participou do "Y Combinator’s first Summer Founders Program (O primeiro programa de fundadores de verão da Y Combinator)" e iniciou sua empresa de software Infogami.  A plataforma wiki da Infogami foi usada para suportar o projeto Open Library do portal Internet Archive e web.py, web framework que Swartz havia criado, mas ele sentiu que precisava de apoio para prosseguir com seus projetos. Os organizadores do Y-Combinator então sugeriram que ele, através da Infogami, fizesse fusão com a Reddit, o que aconteceu em novembro de 2005.
Em outubro de 2006, a Reddit foi adquirida pela Condé Nast Publications, proprietária da revista Wired. Swartz mudou-se com sua companhia para San Francisco para trabalhar na Wired. Swartz não se adaptou à vida em escritório e terminou se desligando da empresa.

### Ativismo
Em 2008 Swartz fundou a Watchdog.net, “the good government site with teeth,” (o site do bom governo com dentes) para agregar e visualizar dados sobre políticos em exercício.  No mesmo ano, ele escreveu um manifesto de grande circulação chamado "Guerilla Open Access Manifesto (Manifesto da Guerrilha do Livre Acesso)."
Em 2010, Swartz co-fundou a Demand Progress, um grupo político de defesa dos direitos da cidadania, organizando internautas para acompanhar as atividades parlamentares do Congresso e de outras lideranças, financiar táticas de pressão e "espalhar a palavra" sobre os direitos civis de liberdade, de reformas do governo e sobre outros diversos assuntos.
Durante o ano letivo de 2010 e 2011, Swartz realizou estudos de investigação sobre a corrupção política como um companheiro no Laboratório de Pesquisas sobre Corrupção Institucional - Edmond J. Safra, em Harvard.
O autor Cory Doctorow, em seu livro, Homeland, baseou-se em conselhos de Swartz estabelecendo que seu protagonista poderia usar a informação já disponível sobre os eleitores para criar uma campanha política antiestablishment de raiz”. Em um capítulo do livro, Swartz escreveu: "estas ferramentas [de hacktivismo político] podem ser usadas por qualquer pessoa motivada e talentosa o suficiente... Agora cabe a você mudar o sistema... Diga-me se posso ajudar".

#### Progressive Change Campaign Comittee
Em 2009, ele ajudou, a lançar o Progressive Change Campaign Committee (Comitê de Campanha de Mudança Progressiva) e, escreveu em seu blog "Eu passo meus dias procurando novas maneiras de conseguir políticas progressistas e também políticos progressistas eleitos". Swartz liderou o primeiro evento de ativismo em sua carreira com esse comitê, entregando cerca de milhares de 'Honor Kennedy', para coletar assinaturas dos legisladores de Massachusetts, pedindo para que os mesmos cumprissem o último pedido do ex-senador (Ted Kennedy), assim, nomeando um senador para votar pela reforma no sistema de saúde.

#### Stop Online Piracy Act(SOPA)

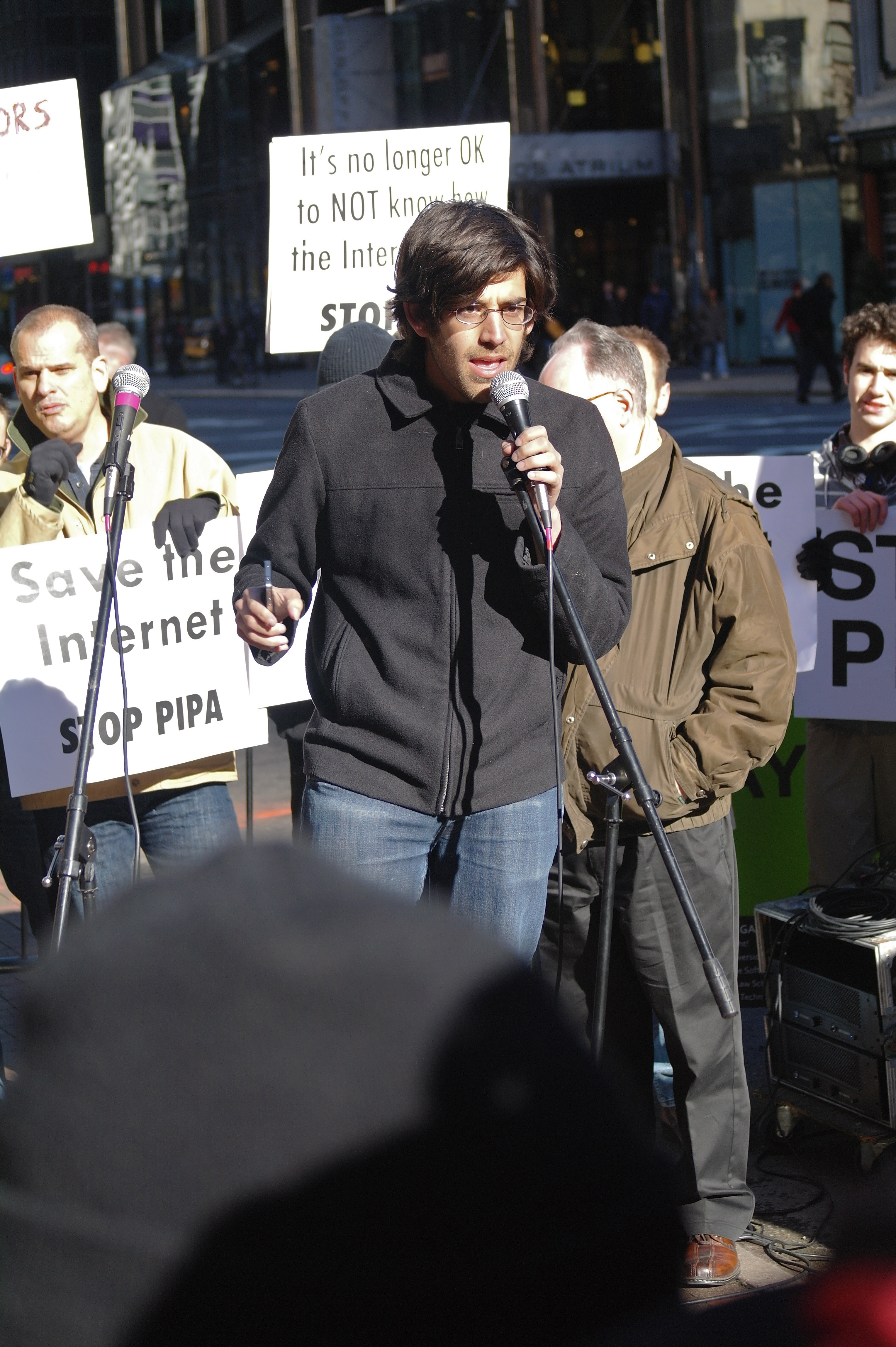
Swartz em 2012, protestando contra a Stop Online Piracy Act (SOPA)

Swartz foi muito ativo na campanha para impedir a aprovação da polêmica emenda Stop Online Piracy Act (SOPA), cuja ideia central era combater a violação de direitos autorais na internet. Com a derrota do projeto de lei, Swartz foi convidado para falar na F2C: Um evento ocorrido em 21 de maio de 2012, Washington D.C., chamado "Freedom to Connect 2012"(Liberdade para se conectar em 2012). O título da sua palestra era “Como nós detivemos a SOPA” e ele informou a plateia:
"Esse projeto de lei de fechar sites inteiros, essencialmente impede os americanos de se comunicarem plenamente com certos grupos ...
Liguei para todos os meus amigos e ficamos a noite toda criando um site para este novo grupo, cujo nome escolhido foi Demand for Progress, com uma petição online contra essa lei nociva .... Nós conseguimos... 300 mil assinantes .... Nós nos reunimos com assessores de membros do Congresso e insistimos com eles .... E, mesmo assim, foi aprovada por unanimidade ...
Então, de repente, o processo parou. O senador Ron Wyden bloqueou esse projeto de lei."
 Ele acrescentou:
"Nós ganhamos essa luta, porque todo mundo foi o herói de sua própria história. Todo o mundo teve seu papel na salvação dessa liberdade fundamental ". 
Ele estava se referindo a uma série de protestos contra o projeto de lei por inúmeros sites que foi descrito pelo Electronic Frontier Foundation como o maior na história da Internet, com mais de 115 mil sites, alterando suas páginas.

#### Wikipédia

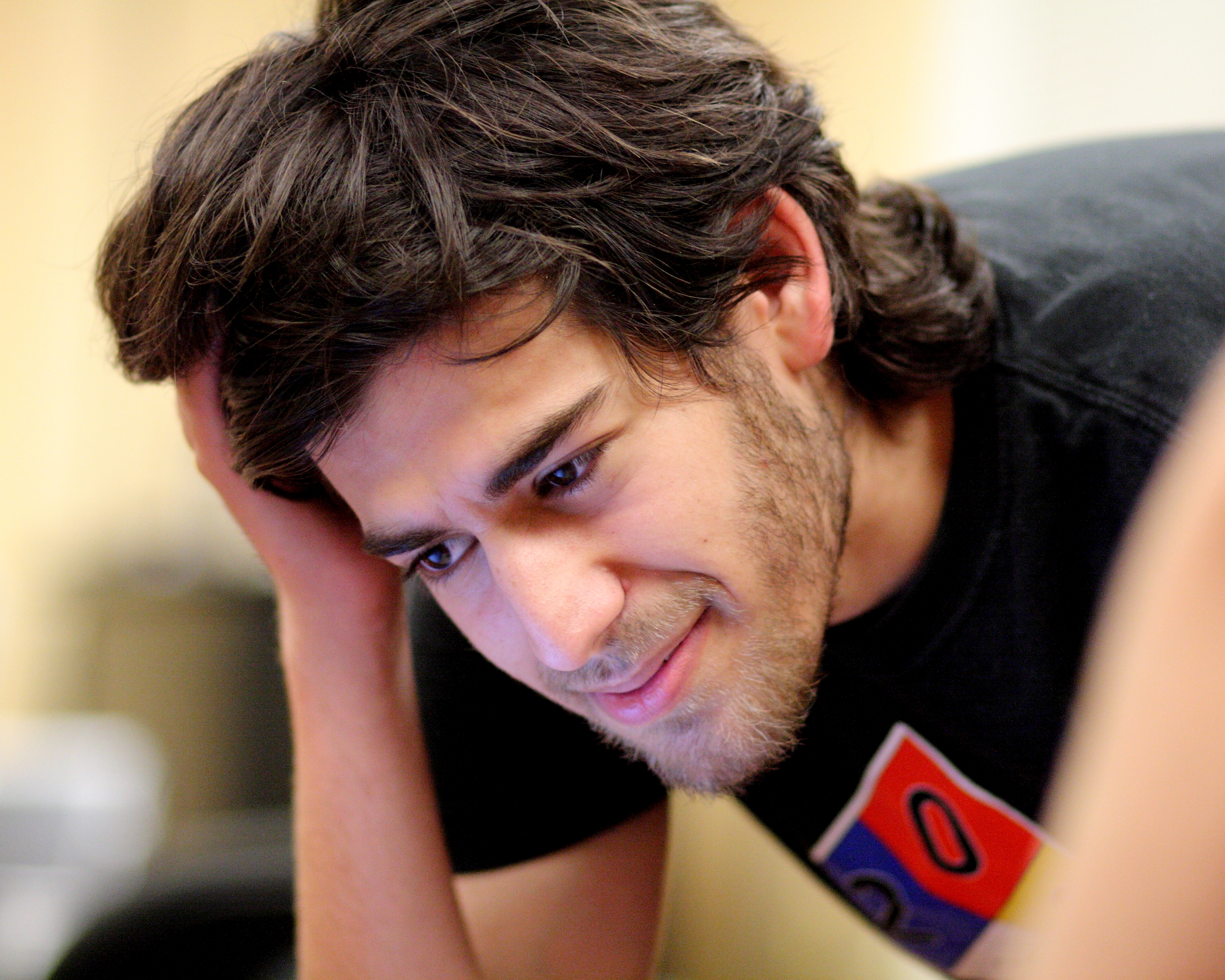
Swartz no Boston Wikipédia Meetup em 2009

Swartz foi um editor voluntário da Wikipédia. Em 2006 concorreu, sem sucesso, para integrar  o  Conselho de Curadores da Fundação Wikimedia. Também em 2006, Swartz elaborou uma análise sobre como são escritos os artigos da Wikipédia e concluiu dizendo que a maior parte do conteúdo surgia através de milhares de colaboradores eventuais, também conhecidos como outsiders, enquanto um grupo de 500 a 1 000 editores regulares eram capazes de corrigir a ortografia e outros erros de formatação. Em suas palavras, Swartz disse: “os formatadores ajudam os colaboradores, não o contrário”.
Suas conclusões, com base na análise do histórico de vários artigos selecionados aleatoriamente, contradizia o parecer do cofundador da Wikipédia, Jimmy Wales, que acreditava que um núcleo de editores regulares estaria fornecendo a maior parte do conteúdo, enquanto milhares de outras pessoas contribuíam para correções de formatação. Swartz chegou às suas conclusões através da contagem do número total de caracteres adicionados por um editor a um determinado artigo, enquanto Wales baseou-se na contagem do número total de edições.

#### Tor2web
Em 2008, Swartz trabalhou com Virgil Griffith para o design e a implementação do Tor2web, um proxy http  dos serviços ocultos do TOR. O Proxy é desenhado para prover um acesso fácil através de um navegador básico.

#### Open Library
Foi relatado que por volta de 2006, Swartz adquiriu a ‘Biblioteca do conjunto de dados bibliográfica completa do Congresso’: a biblioteca cobrava taxas para ser acessada, mas como um documento do governo, não foi protegido por direitos autorais nos EUA. Ao publicar os dados sobre Open Library, Swartz os tornou disponível gratuitamente. O projeto "Library of Congress"(Biblioteca do congresso) recebeu aprovação pelo Escritório de Copyright. Outras fontes mostram que o arquivo foi doado ao Internet Archive a partir do sistema de biblioteca de ‘Plymouth State University’, Scriblio. Independentemente da fonte, o arquivo se tornou a base para o Open Library, com Swartz como designer-chefe.

#### PACER
Em 2008, Swartz baixou e lançou cerca de 2,7 milhões de documentos da corte federal armazenados na database do PACER (Public Access to Court Electronic Records) gerenciado pelo Escritório Administrativo dos Tribunais dos Estados Unidos.
O Huffington Post caracterizou suas ações como: “Swartz baixou documentos judiciais públicos do sistema PACER em um esforço para torná-los disponíveis fora do caro serviço. O movimento chamou a atenção do FBI, que finalmente decidiu não apresentar queixa de como os documentos são, de fato, públicos”.
PACER estava cobrando 8 centavos por página para obter informações que Carl Malamud, que fundou o grupo sem fins lucrativos Public.Resource.Org, sustentou que deve ser livre, pois os documentos federais não são abrangidos pelos direitos de autor. As taxas foram "passadas de volta aos tribunais para financiar a tecnologia, mas o sistema [correu] com um excedente orçamental de cerca de US$ 150 milhões, de acordo com relatórios do tribunal", relatou o The New York Times. PACER utilizou tecnologia que foi "concebido nos tempos antigos de modens de telefone screechy ... colocar [ting] um sistema legal da nação atrás de uma parede de caixa e truque". Malamud apelou aos colegas ativistas, instando-os a visitar uma das 17 bibliotecas que realizam um teste gratuito do sistema PACER, para download de documentos judiciais, e enviá-los a ele para distribuição pública.
Depois de ler o chamado de Malamud para a ação, Swartz usou o script de computador Perl rodando num servidor em nuvem da Amazon para baixar os documentos, usando as credenciais da biblioteca de Sacramento. De 4 a 20 de setembro de 2008 ele acessou os documentos e carregou-os para um serviço de computação em nuvem. Ele lançou os documentos na organização de Malamud.
Em 29 de setembro de 2008, o GPO suspendeu o teste gratuito, "enquanto se aguarda uma avaliação" do programa. As ações de Swartz foram investigadas pelo FBI. O caso foi encerrado após dois meses sem acusações apresentadas. Swartz aprendeu os detalhes da investigação, como resultado da apresentação de um pedido da FOIA com o FBI e descreveu sua resposta como a "bagunça habitual de confusões que demonstra falta de senso de humor do FBI." PACER ainda cobra por página, mas os clientes que usam o Firefox tem a opção de salvar os documentos para acesso público livre com um plug-in chamado RECAP.
Em um memorial de 2013 sobre Swartz, Malamud  lembrou seu trabalho com PACER. Eles trouxeram milhões de registros do Tribunal distrital dos EUA para fora através do "paywall" do PACER, ele disse, e encontrou-os cheio de violações de privacidade, incluindo registros médicos e os nomes de crianças menores e informantes confidenciais.
Enviamos nossos resultados aos juízes Chefes de 31 Tribunais Distritais ... Eles relataram esses documentos e gritaram com os advogados que lhes arquivaram ... A Conferência Judicial mudou suas regras de privacidade. ... [Para] os burocratas que dirigiam o Departamento Administrativo dos Tribunais dos Estados Unidos ... nós eram os ladrões que levaram 1,6 milhões dólares de sua propriedade. Então eles chamaram o FBI ... [O FBI] não encontrou nada de errado.
Malamud escreveu um relato mais detalhado de sua colaboração com Swartz sobre o projeto Pacer em um ensaio que aparece em seu site.
Escrevendo na Ars Technica, Timothy Lee, que mais tarde fez uso dos documentos obtidos por Swartz como cocriador do RECAP, ofereceu alguns insights sobre discrepâncias nos relatórios sobre a quantidade de dados que Swartz teria baixado: "Em um cálculo grosseiro, poucos dias antes de o rastreamento externo ser desligado, Swartz imaginou que obtivera cerca de 25% dos documentos do PACER. The New York Times também relatou que Swartz teria baixado "uns 20% da base de dados estimada". Mas, considerando que Swartz baixara 2,7 milhões de documentos, quando o PACER, naquele momento, continha 500 milhões, Lee concluiu que Swartz havia baixado menos de 1% da base de dados.

#### Wikileaks
Em 27 de dezembro de 2010, Swartz ajuizou a Freedom of Information Act (FOIA) pedindo para aprender sobre o tratamento de Chelsea Manning, alegada fonte do WikiLeaks.

#### DeadDrop
Em 2011-2012, Swartz e Kevin Poulsen desenharam e implementaram o DeadDrop, um sistema que permite a informantes anônimos enviarem documentos eletrônicos sem medo de divulgação. Em maio de 2013, a primeira instância do software foi lançada pelo The New Yorker sob o nome "Strongbox(Cofre)." A Freedom of the Press Foundation tomou desde então o desenvolvimento do software, que foi renomeado SecureDrop.

## JSTOR
De acordo com autoridades estaduais e federais, Swartz usou a JSTOR, um repositório digital, para fazer download de uma grande quantidade de revistas científicas e artigos através da rede de Internet do MIT entre as últimas semanas de 2010 e começo de 2011. Até então, Swartz era um pesquisador da Universidade de Harvard, a qual lhe forneceu uma conta da JSTOR. Visitantes do "open campus(Campus aberto)"  do MIT são autorizados a acessar a JSTOR através da rede da universidade.
As autoridades alegaram que Swartz fez download dos documentos através de um notebook conectado a um switch de rede em um bastidor de acesso restrito pelo MIT. A porta do bastidor foi mantida destrancada, segundo reportagens da imprensa.

### Prisão
Na noite de 6 de janeiro de 2011, Swartz foi preso próximo ao campus de Harvard pela polícia do MIT e agentes secretos do Estados Unidos. Ele foi indiciado no Tribunal do Distrito de Massachusetts por duas acusações estaduais: arrombamento e invasão com intenção de cometer um crime.

#### Processo
Em 11 de julho de 2011, Swartz foi indiciado por um júri federal por acusações de fraude eletrônica, fraude de computador, por obter ilegalmente informações de um computador protegido de forma imprudente e por danos a um computador protegido.
Em 17 de novembro de 2011, Swartz foi indiciado por um grande júri do Tribunal Superior do Condado de Middlesex, em acusações de invasão de domicílio com a intenção de cometer um crime, apropriação indébita e acesso não autorizado a uma rede de computadores. Em 16 de dezembro de 2011, procuradores estaduais submeteram uma notificação de que eles estavam retirando as duas acusações originais; as acusações constantes de 17 de novembro de 2011 foram retiradas em 8 de março de 2012. De acordo com um porta-voz da promotoria do condado de Middlesex, as acusações estatais foram retiradas, a fim de permitir que o processo federal prosseguisse sem entraves.
Em 12 de setembro de 2012, o Ministério Público Federal entrou com um indiciamento substitutivo acrescentando mais nove acusações criminais, o que aumentou a exposição penal máxima de Swartz para 50 anos de prisão e US$ 1 milhão em multas. Durante as negociações para confissão com os advogados de Swartz, o Ministério Público ofereceu a recomendação de uma sentença de seis meses em uma prisão de baixa segurança, se Swartz se declarasse culpado de 13 crimes federais. Swartz e seu principal advogado rejeitaram esse acordo, optando por um julgamento em que os promotores teriam sido obrigados a justificar sua busca por Swartz.
O processo federal envolveu o que foi caracterizado por muitos críticos como o ex-conselheiro de Nixon na Casa Branca, John Dean, como uma "sobrecarga" de acusações (13-count) e repressão de "excesso de zelo" por supostos crimes de computador, interposto pela procuradora dos EUA do Massachusetts Carmen Ortiz. Enfrentando potencial encarceramento por alegadas infrações penais para as vítimas, do MIT e JSTOR, Swartz se recusou a prosseguir com o contencioso cível. Swartz cometeu suicídio em 11 de janeiro de 2013.
Após sua morte, os procuradores federais retiraram as acusações. Em 4 de dezembro de 2013, devido a um termo da Lei de Liberdade de Informação, um editor da Wired pediu que todos os documentos fossem divulgados pelo Serviço Secreto, incluindo um vídeo do Aaron entrando num bastidor da rede do MIT.

## Morte, funeral e memorial

### Morte
Na noite de 11 de janeiro de 2013, Swartz foi encontrado por sua parceira, Taren Stinebrickner-Kauffman, morto em seu apartamento no Brooklyn. Uma porta-voz dos Examinadores Médicos de Nova York informou que ele havia-se enforcado. Nenhuma nota de suicídio foi encontrada. A família de Swartz e sua parceira criaram um site memorial em que se emitiu uma declaração, dizendo: "Ele usou suas habilidades prodigiosas como um programador e tecnólogo não para se enriquecer, mas para tornar a Internet e o mundo mais justos e um lugar melhor".
Dias antes do funeral de Swartz, Lawrence Lessig elogiou seu amigo e cliente em um ensaio, como o "Procurador Bully". Ele denunciou a desproporcionalidade da acusação de Swartz e disse: "A questão que este governo precisa responder é por que foi tão necessário que Aaron Swartz fosse rotulado como um 'criminoso.' Pois nos 18 meses de negociações, isso foi o que ele não estava disposto a aceitar." Cory Doctorow escreveu: "Aaron teve uma combinação imbatível de visão política, habilidade técnica e inteligência sobre as pessoas e os problemas. Eu acho que ele poderia ter revolucionado a política americana (e mundial). Seu legado ainda pode fazê-lo".

### Funeral e Memorial
Serviços funerários de Swartz foram realizados em 15 de janeiro de 2013, na Central Avenue Sinagoga em Highland Park, Illinois. Tim Berners-Lee, co-criador da World Wide Web, entregou um elogio. No mesmo dia, o Wall Street Journal  publicou uma reportagem baseada em parte em uma entrevista com Stinebrickner-Kauffman. Ela disse ao jornal que Swartz não tinha o dinheiro para pagar por um julgamento e "que era muito difícil para ele... fazer essa parte de sua vida ir ao público" para pedir ajuda. Ele também estava angustiado, ela disse, porque dois de seus amigos tinham acabado de serem intimados e porque ele já não acreditava que o MIT iria tentar parar o processo.
Vários memoriais se seguiram logo depois. Em 19 de janeiro, centenas participaram de um memorial na Cooper Union, os que ‘falaram’ incluiu o Stinebrickner-Kauffman, o defensor da Open Source Doc Searls, do Creative Commons Glenn Otis Brown, jornalista Quinn Norton, Roy Singham da ThoughtWorks, e David Segal do Demand Progress.  Em 24 de janeiro, houve um memorial no Internet Archive com ‘falantes’, incluindo Stinebrickner-Kauffman, Alex Stamos, Brewster Kahle e Carl Malamud. Em 4 de fevereiro, um memorial foi realizado na Cannon House Office Building on Capitol Hill; ‘falantes’ deste memorial incluíram o senador Ron Wyden e Darrell Issa e os representantes, Alan Grayson e Jared Polis, e outros legisladores presentes incluíram a senadora Elizabeth Warren e os representantes Zoe Lofgren e Jan Schakowsky. Um ato em memória de Aaron Swartz também teve lugar em 12 de março, no MIT Media Lab.
A família de Swartz indica o GiveWell para doações em sua memória, uma organização que Swartz admirava, com a qual havia colaborado, e que foi a única beneficiária de seu testamento.

## Resultado

### Respostas da Família e Críticas
"A morte de Aaron não é simplesmente uma tragédia pessoal, é o produto de um sistema de justiça criminal repleto de intimidação e sobrealcance procuradoria. As decisões tomadas por funcionários no escritório de US Attorney o Massachusetts e do MIT contribuiram para sua morte. "
Declaração da família e da parceira de Aaron Swartz.

Em 12 de janeiro, a família e a parceira de Swartz emitiram uma declaração, criticando os procuradores e o MIT.
Falando no funeral de seu filho, Robert Swartz disse: "Aaron foi morto pelo governo, e o MIT quebrou todos os seus princípios básicos".
Mitch Kapor postou a declaração no Twitter. Tom Dolan, marido de Carmen Ortiz,da Ordem de Advogados dos EUA em Massachusetts, cujo escritório processou o caso de Swartz, respondeu com críticas à família Swartz: "Verdadeiramente incrível que com o óbito de seu próprio filho vocês querem culpar os outros e nem citam os 6 meses oferecidos". Este comentário desencadeou críticas generalizadas; o editor da Esquire, Charlie Pierce respondeu: "a volubilidade com que seu marido e seus defensores atiram fora de uma mera oferta de seis meses de prisão federal, de baixa segurança ou não, é mais um indício de que algo está seriamente fora de sintonia com a forma de como os nossos procuradores pensam nos dias de hoje."

### Na Imprensa e na Arte

Grafite em homenagem a Aaron Swartz, pelo artista grafiteiro BAMN

The Huffington Post informou que "Ortiz enfrentou reação significativa para a prossecução do processo contra Swartz, incluindo uma petição para a Casa Branca para a demitir". Outras agências de notícias relataram de forma semelhante.
A agência de notícias Reuters chamou Aaron de "um ícone online" que "ajuda[ou] a fazer uma montanha virtual de informação ser disponível para o público, incluindo o estimado 19 milhões de documentos da Corte Federal." O Associated Press (AP) noticiou que o caso de Swartz "é um dos destaques da sociedade incerta, evoluindo a vista de como tratar pessoas que invadem sistemas de dados informáticos não para enriquecer-se, mas para torná-lo disponível para os outros", e que o advogado da JSTOR, o ex-procurador dos EUA para o Distrito Sul de Nova York, Mary Jo White, pediu ao procurador liderança para retirar as acusações.
Como discutido pelo editor Hrag Vartanian em Hyperallergic, Brooklyn, o muralista de NY  BAMN "By Any Means Necessary"(Por qualquer meio necessário) criou um mural de Swartz. "Swartz era um ser humano incrível que lutou incansavelmente pelo nosso direito a uma Internet livre e aberta", o artista explicou. "Ele era muito mais do que apenas o 'cara do Reddit'."
Gawker observou a extensa cobertura do Ministério Público e do suicídio de Swartz, escrevendo "o suicídio de um gênio dos computadores de 26 anos é do tipo que revistas históricas foram feitas para cobrir. Complexo, mas se envolve instantaneamente, oferecendo uma janela para um mundo incomum”.
Em 2013, Kenneth Goldsmith dedicou sua exibição "Printing out the Internet" para Swartz.
No Brasil, no jornal Folha de S.Paulo foi divulgado no dia 21/01/2013, uma noticia que  informava segundo a opinião do colunista Ronaldo Lemos que "Aaron Swartz se foi, mas suas causas permanecem vivas". Já na revista Galileu o foco é outro, e mostra como principal pessoa para falar de Swartz, Alex Stamos, um especialista em informática que analisou toda a vida digital de Aaron Swartz e que iria testemunhar em seu julgamento, ele afirma que Swartz era inocente, porém suas ações eram egoístas. "É egoísta escrever um cheque lentamente enquanto tem dez pessoas atrás de você na fila do caixa do mercado? É. É falta de consideração emprestar todos os livros de história da biblioteca quando você sabe que seus colegas irão precisar deles? É. Da mesma forma é falta de consideração baixar inúmeros arquivos em uma rede wireless compartilhada, mas isso não justifica a prisão de uma pessoa por 35 anos".

### O Menino da Internet: A História de Aaron Swartz
Em 11 de janeiro de 2014, marcando o primeiro aniversário de sua morte, uma prévia foi libertada do O Menino da Internet: A História de Aaron Swartz. O documentário é sobre Swartz, NSA e SOPA. O filme foi oficialmente lançado em janeiro de 2014 no Festival de Filmes de Sundance. Democracy Now! cobriu o lançamento do documentário, bem como a vida de Swartz e o caso legal, em uma entrevista extensa com o diretor Brian Knappenberger, pai e irmão de Swartz, e seu advogado, que estreou nos cinemas e streaming em junho 2014.
O Mashable chamou o documentário de "uma poderosa homenagem para Aaron Swartz ". Sua estreia no Festival de Sundance recebeu uma ovação de pé. Impresso pelo Mashable, "Com a ajuda de especialistas, o Menino da Internet faz um argumento claro: Swartz tornou-se injustamente uma vítima dos direitos e liberdades para os quais ele estava lutando". The Hollywood Reporter descreveu como uma história de "partir o coração" de um "prodígio da tecnologia perseguido pelo governo dos Estados Unidos", e imperdível "para quem conhece o suficiente para se preocupar com a forma como as leis governam a transferência de informação na era digital".

#### Killswitch
Em outubro de 2014, Killswitch, um filme apresentando Aaron Swartz, como também Lawrence Lessing, Tim Wu e Edward Snowden recebeu sua Premiê Mundial no Woodstock Film Festival, onde foi premiado com Melhor Edição; O filme foca no papel integral de Swartz na batalha pelo controle da Internet.

## Legado
Em setembro de 2022, foi fundado o Instituto Aaron Swartz, uma organização sem fins lucrativos dedicada ao ciberativismo, acesso aberto ao conhecimento e defesa de direitos digitais. O instituto promove debates sobre privacidade, software livre e governança da internet, inspirado no legado de Swartz. 